# Lučano
Lučano je moško osebno ime.

## Izvor imena
Ime Lučano je izpeljano iz imena Lucijan.

## Pogostost imena
Po podatkih Statističnega urada Republike Slovenije je bilo na dan 31. decembra 2007 v Sloveniji število moških oseb z imenom Lučano: 20.

## Osebni praznik
V koledarju je ime Lučano skupaj z imenom Lucijan; god praznuje 7. januarja ali 26. oktobra-